# Mariano Rosas (cacique)
Mariano Rosas (Leubucó, Argentina, hacia 1825 - ibídem, 18 de agosto de 1877), nacido Panghitruz Guor, Panguitruz Gnerr o Panghitruz Guër fue un cacique ranquel que Juan Manuel de Rosas retuvo y apadrinó en una de sus estancias. Escapó al «desierto» y años más tarde fue el más poderoso de los caciques ranqueles.

## Biografía
Mariano Rosas nació en la provincia de La Pampa, cerca de 1825, a orillas de la laguna Leubucó ―22 km al norte de Victorica y 6 km al oeste de la actual ruta provincial 105―, donde llegó a existir el asentamiento más grande de aborígenes ranqueles, de unos 8000 habitantes.
Pertenecía a la familia de los Güer (que significa ‘zorro’ en idioma mapuche).
Fue el segundo hijo del cacique Painé Güer (‘Zorro Azul’) y de una cautiva huinca ("blanca", criolla) cuyo nombre no quedó registrado.
Los niños aprendían temprano a cuidar el ganado y a prepararse para la guerra. Cuando los adultos salían de cacería o de malón, los chicos se quedaban cuidando las caballadas de reserva, a veces muy lejos de los toldos.

### Secuestro y esclavitud
En 1834 ―cuando tenía unos 9 años de edad―, Panguitruz y otros chicos indios fueron tomados prisioneros junto a la laguna de Langueló ―en el noroeste de la actual provincia de Buenos Aires―, a 450 km al noreste de Leubucó, mientras los lanceros ranqueles realizaban un malón en la frontera norte, en la laguna de Melincué (ubicada en el sur de la actual provincia de Santa Fe), y a unas 30 leguas (150 km) al noreste de Langueló.
La partida militar trasladó a los niños engrillados hasta el campamento militar Santos Lugares de Rosas, a unos 18 km al oeste de Buenos Aires. Poco después los llevó en presencia del gobernador Juan Manuel de Rosas. Al enterarse de que Panguitruz era hijo de un cacique famoso, el Restaurador «lo hizo bautizar, sirviéndole de padrino; le puso Mariano en la pila, le dio su apellido ―Rosas― y le mandó con los otros de peón a su estancia del Pino», contó Lucio V. Mansilla, él mismo sobrino de Rosas.
Entre rebencazos gratuitos y muestras de afecto, allí aprendió a leer y escribir, y se hizo diestro en las faenas rurales. «Nadie bolea, ni piala, ni sujeta un potro del cabestro como él», escribió el militar Mansilla.

### Regreso a las tolderías
En esos 6 años (o 13 años) no perdió la nostalgia por la toldería. Una noche de luna llena de 1840 ―a los 22 años de edad, según algunas fuentes―, los jóvenes ranqueles montaron los mejores caballos y escaparon, arreando una buena tropilla. Sabían que tenían que recorrer varios cientos de kilómetros hacia el oeste. Anduvieron perdidos, pero lograron escabullirse de sus perseguidores y engañar a la policía.
Siguieron el camino a las villas de San Luis y Mendoza. Después de seis días de marcha ―250 km― llegaron al fuerte Federación (actual ciudad de Junín, en medio de la provincia de Buenos Aires), y allí los dejaron pasar, creyendo que eran indios pacíficos que habían venido a comerciar. Siguieron camino 450 km más hacia el oeste hasta la villa de Mercedes (actual Villa Mercedes), en plena región ranquel. Allí abandonaron la huella de los bueyes a San Luis hacia el oeste y rumbearon hacia el sur, 300 km más, hasta llegar a la laguna Leubucó, su tierra natal. En ese momento era la más importante aldea ranquel.

### Cacicazgo
Llevaba poco tiempo de regreso en Leubucó cuando Mariano Rosas recibió un regio regalo de su padrino, Juan Manuel de Rosas. 

Consistía en doscientas yeguas, cincuenta vacas y diez toros de un pelo, dos tropillas de overos negros con madrinas oscuras, un apero completo con muchas prendas de plata, algunas arrobas de yerba y azúcar, tabaco y papel, ropa fina, un uniforme de coronel y muchas divisas coloradas
Lucio V. Mansilla.

Mariano Rosas conserva el más grato recuerdo de veneración por su padrino; hablaba de él con el mayor respeto, dice que cuanto es y sabe se lo debe a él; que después de Dios no ha tenido otro padre mejor; que por él sabe cómo se arregla y compone un caballo parejero; cómo se cuida el ganado vacuno, yeguarizo y lanar, para que se aumente pronto y esté en buenas carnes en toda estación; que él le enseñó a enlazar, a pialar y a bolear a lo gaucho. Y que a más de tales beneficios le debía el ser cristiano, lo que le ha valido ser muy afortunado en sus empresas.
Lucio V. Mansilla

Mansilla transcribió una carta de Juan Manuel de Rosas a su ahijado, que acompañó con un obsequio y con recuerdos para Painé, en el que le decía que no estaba enojado por la fuga, pero que Mariano debería haberle evitado «el disgusto de no saber qué se había hecho». Lo invitaba también a visitarlo.
Pero Mariano, tras consultar a las «agoreras», juró no dejar nunca su tierra. Conservó hasta en las firmas su nombre cristiano, guardó eterna y pública gratitud hacia su padrino, pero no abandonó su lengua ni su pago. Ni siquiera cuando la viruela diezmó a su tribu y el gobierno le ofreció trasladarlos.
Su padrino fue derrocado en la Batalla de Caseros, el 3 de febrero de 1852.
El padre de Mariano Rosas, el jefe Painé Güer, murió en 1856 (involuntariamente hizo estallar una granada abandonada por el ejército argentino). Le sucedió su hijo mayor, Calvaiú Güer. Pero dos años después, en 1858, Calvaiú fue asesinado en un atentado. Entonces Panguitruz Güer lo sucedió como líder de todos los ranqueles.
Asumió la máxima conducción del cacicazgo —pertenecía a la dinastía de los zorros, la más prestigiosa— flanqueado por otros dos grandes caciques: Baigorrita y Ramón el Platero. Fue un gran jefe en la guerra contra el huinca, hospitalario con las familias unitarias y federales. También consiguió pactar largos períodos de paz, en los que fomentó la agricultura y la ganadería.
Como cacique era muy particular, ya que utilizaba su nombre huinca Mariano Rosas y se vestía como un gaucho huinca. Él se consideraba «argentino y federal» ―partidario de Juan Manuel de Rosas― y en su capital Leubucó daba refugio a todos. Hombres del Chacho Peñaloza, de Juan Saá y de Santos Guayama se ampararon en la localidad. Junto a Mariano Rosas vivía un negro federal, que había sido soldado del coronel Agustín Ravelo, el cual había desertado y no quería salir de los toldos:

Y no he de salir de aquí hasta que no venga el Restaurador, que ha de ser pronto, porque don Juan Saá nos ha escrito que él lo va a mandar buscar.

Mariano Rosas tuvo varios hijos famosos: Epumer (1820-1886), Waiquiner, Amunao, Lincoln, Duguinao y Piutrín.
Aunque al principio de su cacicazgo lanzó varios malones contra las aldeas principales en las provincias de Mendoza, San Luis y Córdoba, en general lideró un largo y próspero período de paz con los huincas.
En los primeros días de abril de 1870 recibió la visita durante diez días del coronel Lucio V. Mansilla ―junto a varios hombres casi desarmados y unos frailes franciscanos―, que venían desde el fuerte Sarmiento, en una expedición pacífica de 18 días para proponerle un tratado de paz. Un mes después de la expedición pacífica, Mansilla hizo publicar ese relato como Una excursión a los indios ranqueles. El autor le dedicó a Mariano Rosas muchas de las páginas de la novela:

Nadie bolea, ni piala, ni sujeta un potro del cabestro como él. Una negra cabellera larga y lacia, nevada ya, cae sobre sus hombros y hermosea su frente despejada, surcada de arrugas horizontales.
Lucio V. Mansilla, en Una excursión a los indios ranqueles

### Fallecimiento
Mariano Rosas murió de viruela en Leubucó el 18 de agosto de 1877.
Para que lo acompañaran en su entierro, mataron a sus tres mejores caballos y a una yegua.
Las honras fúnebres de su pueblo fueron tan magníficas que quedaron consignadas en el periódico La Mañana del Sur, de la ciudad de Buenos Aires.
Lo sucedió su hermano Epumer (1820-1886).

### Profanación de su sepultura
Un año después de que Epumer Rosas asumiera el cacicazgo, la República Argentina lanzó la Conquista del Desierto. Los lanceros ranqueles fueron vencidos y pasados a degüello, y los sobrevivientes, repartidos en estancias pampeanas o desparramados por Tucumán, Martín García y hasta en las islas Malvinas. Las mujeres fueron destinadas al servicio doméstico. Los chicos, como peones.
En 1879, el coronel Eduardo Racedo descubrió en Leubucó la tumba de Mariano Rosas, profanó su sepultura y robó su cráneo y sus huesos, con la idea de enviarlos a la Sociedad Antropológica de Berlín, Alemania. Terminó obsequiándolos a Estanislao Zeballos, político y etnógrafo coleccionista de cráneos que a fines del siglo XIX los donó al Museo de Ciencias Naturales de La Plata.
El cráneo terminó luego en exhibición en el Museo de Ciencias Naturales de la Universidad de La Plata.
En 1893, la revista del museo analizaba el conjunto de 111 calaveras masculinas y femeninas. En el catálogo escrito por Lehmann Nitsche, la de Mariano Rosas llevaba el número 292. El 241 correspondía al célebre cacique araucano Calfucurá.
Trofeo de guerra primero, patrimonio antropológico después, el cráneo de Mariano Rosas estuvo expuesto en el museo durante un siglo. Luego de 1983 los ranqueles comenzaron a reagruparse y, apoyados por el gobierno pampeano, reclamaron los restos de sus ancestros. Guardados en una urna, los de Mariano Rosas permanecieron perdidos durante varios años.

### Devolución de sus restos
En 1999, Carlos Tellería, un pampeano residente en Mar del Plata que afirmaba ser descendiente de Mariano Rosas, solicitó a las autoridades bonaerenses que los restos de su tío abuelo fueran devueltos a su pueblo natal, en la provincia de La Pampa:

Si don Juan Manuel de Rosas fue restituido a su tierra, espero que Marianito regrese al cementerio de Leubucó, de donde nunca debieron arrancarlo.
Carlos Tellería

Fue necesaria una ley del Congreso de la Nación para que algunos antropólogos renuentes cedieran los restos de Mariano Rosas. La Secretaría de Desarrollo Social ―de la que depende el Instituto Nacional de Asuntos Indígenas― devolvió los restos a los descendientes de Mariano Rosas. Fueron velados con todos los honores por las comunidades ranqueles y descansan junto a la laguna de Leubucó, bajo un mausoleo coronado por la escultura de un zorro.
Recién el 22 de junio de 2001, tras la movilización de la comunidad ranquel, su cabeza fue devuelta a sus antiguos dominios.
En La Plata (provincia de Buenos Aires) se realizó una ceremonia en la que se devolvieron los restos del cacique a sus descendientes ―encabezados por Adolfo Rosas (nieto de Mariano Rosas)― y comunidad.

Nuestra tierra ha vuelto a abrir un hoyo para que sus restos descansen en paz.
Ana María Domínguez-Rosas, miembro del Consejo de Lonkos (jefes) y también sobrina nieta de Mariano Rosas

En el aniversario 137 de su muerte, los restos de Mariano Rosas fueron trasladados hasta la provincia de La Pampa. Al llegar a Victorica fueron llevados a caballo hasta Leuvucó.
Su cráneo, que había sido profanado y luego usado como pieza en el museo de La Plata, fue enterrado debajo del enterratorio, en Leubucó.
Con el sonar de los kultrunes y las pifilkas, comunidades aborígenes y descendientes de Mariano Rosas ―como el cacique Adolfo Rosas―, en la mañana sepultaron el cráneo en tierra, en una ceremonia donde las comunidades pidieron por un enterratorio sagrado donde descansen restos de otros ranqueles que hoy están en exhibición en los museos de los blancos.
Carlos Campú, gobernador del pueblo ranquel, se digirió a los presentes y destacó que la profanación del cráneo de Mariano Rosas, un año después de su muerte, fue típico de genocidas.

Después de que falleció (el 18 de agosto de 1877) vinieron (el Coronel Racedo) y le profanaron el cráneo. Es de un genocida hacer eso. Siempre hemos sido humanos como cualquiera, nada más que con diferente pensamiento y con distinto color de piel. A veces estoy muy renegado porque parece que todavía molesta cuando uno habla de los derechos de nuestra cultura
Carlos Campú

A su turno, María Inés Canuhé pidió por un enterratorio ranquel donde puedan descansar los descendientes, entre ellos su padre, Germán Canuhé.

Sueño con un día donde cualquier ranquel pueda ser enterrado con sus tradiciones. Sueño con ese día, porque tengo una deuda muy grande con mi padre que todavía está esperando que podamos hacer posible su retorno a la tierra, en un espacio sagrado ranquel. Me gustaría que eso suceda pronto.

Este lugar fue declarado lugar histórico, dado que es el sitio donde se encuentran los restos de quien fuera el cacique Mariano Rosas. Aquí, sobre una base de troncos de dos por dos (este múltiplo de cuatro es significativo para la cosmogonía ranquel) descansan los restos del cacique.
Sobre esta base emergen cuatro caras orientadas según los puntos cardinales. Este mausoleo fue tallado a mano en madera de caldén. Su forma piramidal significa «el viaje desde el ombligo de la Tierra hacia la luz». Cuatro linajes están tallados en ella: Carripilum mira al norte, Pluma de Pato al oeste, el de Los Zorros hacia el este y el de Los Tigres hacia el sur. Mariano Rosas perteneció a la dinastía de Los Zorros, y sobre la misma cara se encuentra una abertura cofrada que contiene en su interior el cráneo del cacique.
En el Parque Indígena Leuvucó (‘agua que corre’) se encuentran dos reseñas muy importantes de lo que en algún momento de la historia fue el asentamiento aborigen más poblado en Argentina.